# Нордијске земље
Нордијске земље (или Нордија) представљају регион северне Европе који обухвата:
- Данску,
- Исланд,
- Норвешку,
- Финску,
- Шведску;

као и 3 аутономне области у оквиру ових држава:
- Гренланд, Данска
- Оландска Острва, Финска и
- Фарска Острва, Данска

Овај регион од 5 држава и 3 аутономне области препознатљив је по заједничкој историји и друштвеној повезаности. Нордијске земље броје око 27 милиона становника.
Овај регион се понекад поистовећује са ширим појмом Скандинавије. У ужем смислу, Скандинавију сачињавају три земље: Данска, Норвешка и Шведска. 

## Заставе нордијских земаља
Један од доказа њихове повезаности су и њихове заставе, све су засноване на принципу Данске заставе („Dannebrog“) - крста који је лоциран ближе барјаку познатог као „Нордијски крст“:
| Данска | Фарска Острва | Финска | Исланд | Норвешка | Шведска | Оландска Острва |
| Данска | Фарска острва | Финска | Исланд | Норвешка | Шведска | Оландска Острва |

Изузетак су заставе Гренланда и Лапонског народа код којих је уместо крста, такође засновано на истом принципу - ближе барјаку, лоциран круг:
| Гренланд | Лапонија |
| Гренланд | Лапонија |